# 莱赛克斯当日永
莱赛克斯当日永（法語：Les Aix-d'Angillon，法語發音：[lez‿ɛks dɑ̃ʒijɔ̃]）是法国谢尔省的一个市镇，位于该省中部偏北，属于布尔日区。

## 地理
莱赛克斯当日永（47°11'54"N, 2°34'19"E）面积14.68 平方千米，位于法国中央-卢瓦尔河谷大区谢尔省，该省份为法国中部省份，北起卢瓦雷省，西接卢瓦-谢尔省和安德尔省，南至克勒兹省，东南接阿列省，东临涅夫勒省。
与莱赛克斯当日永接壤的市镇（或旧市镇、城区）包括：欧班日、帕拉西、里扬、圣索朗日、苏朗日。
莱赛克斯当日永的时区为UTC+01:00、UTC+02:00（夏令时）。

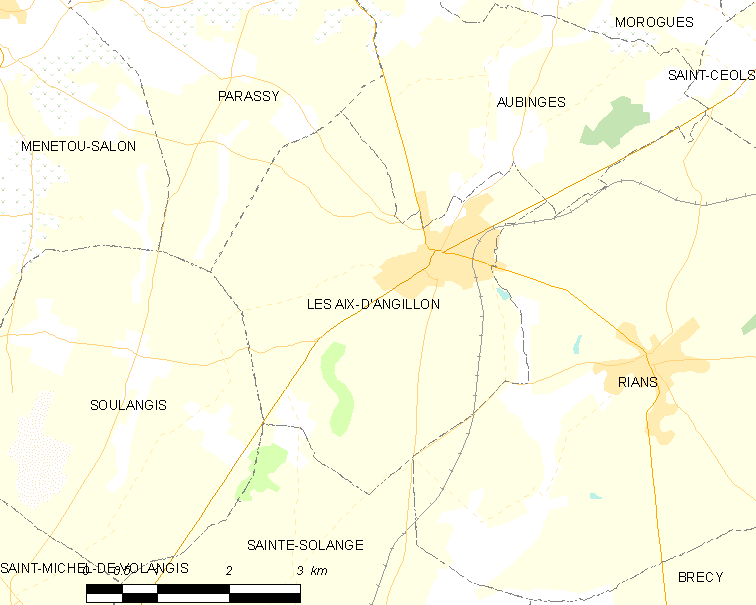
莱赛克斯当日永的OSM定位图

## 行政
莱赛克斯当日永的邮政编码为18220，INSEE市镇编码为18003。

## 政治
莱赛克斯当日永所属的省级选区为圣日耳曼迪皮县。

## 人口

1962-2008年间莱赛克斯当日永人口变化图示

莱赛克斯当日永于2022年1月1日时的人口数量为1871人。